# 8 Eskadra Pilotażu Podstawowego Oficerskiej Szkoły Lotniczej nr 5
8 Eskadra Pilotażu Podstawowego Oficerskiej Szkoły Lotniczej nr 5 (8epp OSL-5) – pododdział wojsk lotniczych.

## Historia – formowanie, zmiany organizacyjne
10 kwietnia 1950 sformowana została 6 Eskadra Wyszkolenia Podstawowego Oficerskiej Szkoły Lotniczej nr 4 z miejscem bazowania Ułęż, która 10 stycznia 1951 została przekazana do dyspozycji szkoły w Radomiu przyjmując nazwę 6 Eskadra Szkolna OSL-5. W tym czasie eskadra otrzymała samoloty Junak-2, którymi do końca 1953 roku stopniowo zastępowała przestarzałe UT-2. Eskadra szkoliła podchorążych w zakresie pilotażu podstawowego.
W październiku 1954 eskadra została przebazowana z Ułęża do Radomia i rozpoczęła szkolenie na nowych samolotach szkolnych Junak-3.
W 1955 OSL nr 5, dysponująca 9 eskadrami, przechodzi zmianę etatu z 20/283 na etat 20/343 i związaną z tym reorganizację. 5 lutego 1955 6 Eskadra przemianowana zostaje na 8 Eskadrę Pilotażu Podstawowego Oficerskiej Szkoły Lotniczej nr 5.
Na początku maja 1956 roku następuje przebazowanie eskadry z Sadkowa na lotnisko Słomczyn k/Grójca. W tym czasie eskadra rozpoczęła proces przeszkalania się na samoloty Jak-11. 5 lutego 1958 jednostka, przeniesiona z Grójca na lotnisko w Przasnyszu, weszła - wraz z 9epp -w skład nowosformowanego 64 Pułku Szkolnego Oficerskiej Szkoły Lotniczej im. J. Krasickiego.

## Dowódcy eskadry 1953-1958
- por. pil. Czesław Królikowski (1950-1954)
- kpt. pil. Henryk Gotlib (1954 -1956)
- kpt. pil. Zbigniew Różowicz (1956-1958)[6]

## Samoloty
Na wyposażeniu eskadry były samoloty:
- UT-2→?
- Junak-2 →8
- Junak-3 →12
- Jak-11 →14